# 朱議𩂍
朱議𩂍（？—1652年），又名朱議浘、朱議㞙，明朝宗室、南明政治人物。

## 生平
朱議𩂍是寧獻王朱權的後裔，早年事蹟不詳，永曆年間擔任廣西道御史。孫可望請求封王，金堡七次上疏爭論，朝廷大臣畏懼五虎勢力不敢反對，只有朱議𩂍獨自彈劾金堡把持政事，貽誤國家，因此陞官僉都御史。後來他參與密敕一事和吳貞毓等十八人在安龍被殺，是為「十八人之獄」事件，其後追贈左都御史。

## 引用
1. 1 2  錢海岳《南明史·卷二十七·列傳第三》：議𩂍、議漆，寧王裔。議𩂍，永曆時官廣西道御史。
2. ↑  錢海岳《南明史·卷二十七·列傳第三》：孫可望請王封，金堡七疏爭之。舉朝方畏五虎勢，莫敢異同，議𩂍獨劾堡把持誤國，陞僉都御史。後與密敕，死安龍，贈左都御史。